# الطلاق في السعودية
الطلاق في السعودية أصبح ظاهرة تحتاج إلى دراسة. فقد كشفت وزارة العدل السعودية بأن حصيلة حالات الطلاق الواردة إلى محاكم السعودية خلال عام 2010 بلغت 9233 حالة، مقابل 707 حالات زواج في الفترة نفسها، بمعدل 25 حالة طلاق مقابل كل حالة زواج واحدة يومياً، وهو العدد الذي رأى فيه بعض المتخصصين تصدر المملكة كافة الدول الخليجية والعربية في ارتفاع حالات الطلاق.

## الأسباب
بحسب المرشدة الأسرية أمل الحريبي فإن تحليل بعض أنواع الزواج مثل المسيار هو الذي أدى إلى ارتفاع معدلات الطلاق، وهو الزواج الذي اعتبرت أنه «غير قائم على أركان حقيقية»، داعية الجهات الشرعية والرسمية إلى إيقاف هذا النوع من الزواج لأنه يزيد من نسب الطلاق ويفقد الحياة الزوجية استقرارها، لأن مصيرها حتما هو الانفصال.
شكك رئيس وحدة الدراسات والتطوير بجمعية المودة للإصلاح الاجتماعي علي آل درعان في نسبة وزارة العدل الرسمية، وقال لموقع الجزيرة نت «الرقم المطروح مبالغ فيه، وربما يكون قد أدخلت فيه زيجات أخرى كالمسيار والمسفار وغيرها من الزيجات التي رفعت المعدل لمستوى هذا الرقم».

## نسب الطلاق حسب الأعمار
بيّنت الدراسات أن حالات الطلاق في المجتمع السعودي تقل تدريجياً بعد بلوغ الزوجين سن الأربعين؛ لأن طرفي الزواج بعد هذا السن يصبحون أكثر حرصاً على استمرارية الزواج خاصةً في حال وجود الأطفال، فيما أرجع البعض الآخر السبب إلى انخفاض فرص الزواج مرة ثانية بالنسبة للمرأة.وتشير البيانات إلى أن 8.46 % من المطلقين و 5.46 من المطلقات تنحصر أعمارهن بين سن 25 و 39 سنة، فيما تتناقص النسبة تدريجياً كلما ارتفع العمر إلى أن يصل لأدنى نسبة وتبلغ 1.6 % للمطلقين، و 1.2 % للمطلقات لفئة العمرية 70 - 74 سنة.